# Mitad del Mundo
A Mitad del Mundo (spanyol nevének jelentése: a világ közepe) egy turisztikai célú terület Ecuadorban, az Egyenlítő mentén, ahol többek között emlékművek és múzeumok helyezkednek el. Ez Ecuador leglátogatottabb helyszíne.

## Története
A helyszínen az első, 10 méter magas egyenlítői emlékművet Luis Tufiño ecuadori földrajztudós építtette 1936-ban, az első francia geodéziai küldetés 200. évfordulójának alkalmából. A mai Mitad del Mundo felépítésének terveit Patricio Romero Barberis prefektus dolgozta ki az 1978 és 1982 közti időszakban. 1979-ben a régi emlékművet le is bontották, és áthelyezték az innen nem messze nyugatra, szintén az Egyenlítőn található Calacalí település központi parkjába. A Mitad del Mundo tényleges építési munkálatai 1981-ben kezdődtek meg, a komplexum 1992. május 1-én nyílt meg. 2014-től Gustavo Baroja prefektus és Marcela Costales alprefektus felügyeletével intenzív felújítási munkálatokon esett át, és új látványosságokkal is bővült a terület.

## Leírás
A helyszín az Egyenlítő mentén, Quito városközpontjától légvonalban 25 km távolságra található. A területen 17 látványosságot tartanak számon:
- 1. Az Egyenlítő-emlékmű. Magassága a tetején levő 4,5 méter átmérőjű, 5 tonnás földgömb nélkül 30 méter, belsejében egy számos témakört felölelő kiállítás, tetején kilátó működik.[3]
- 2. Lámafarm
- 3. Chiquitus pavilon: játszóház gyermekeknek
- 4. Ecuador pavilon: a spanyol hódítás előtti időszak művészetét bemutató múzeum
- 5. Planetárium
- 6. Francia pavilon: információk az első és a második francia geodéziai küldetésről
- 7. Guayasamín pavilon: az indiánokért küzdő Oswaldo Guayasamín festő és szobrász munkáinak kiállítása
- 8. Quito történelmi központjának makettje
- 9. Kakaó tér: az országban termő különféle kakaók bemutatóhelye
- 10. Sörmúzeum
- 11. Központi tér: különféle események helyszíne
- 12. Kápolna
- 13. Las Vírgenes Múzeum: Szűz Mária-ábrázolások bemutatója
- 14. Hal tér
- 15. Vasútállomás történelmi kiállítással
- 16. Kulturális tér körbefutó lelátóval: különféle események helyszíne
- 17. Falumúzeum: ősi lakóházak az ország három fő régiójából

## Képek

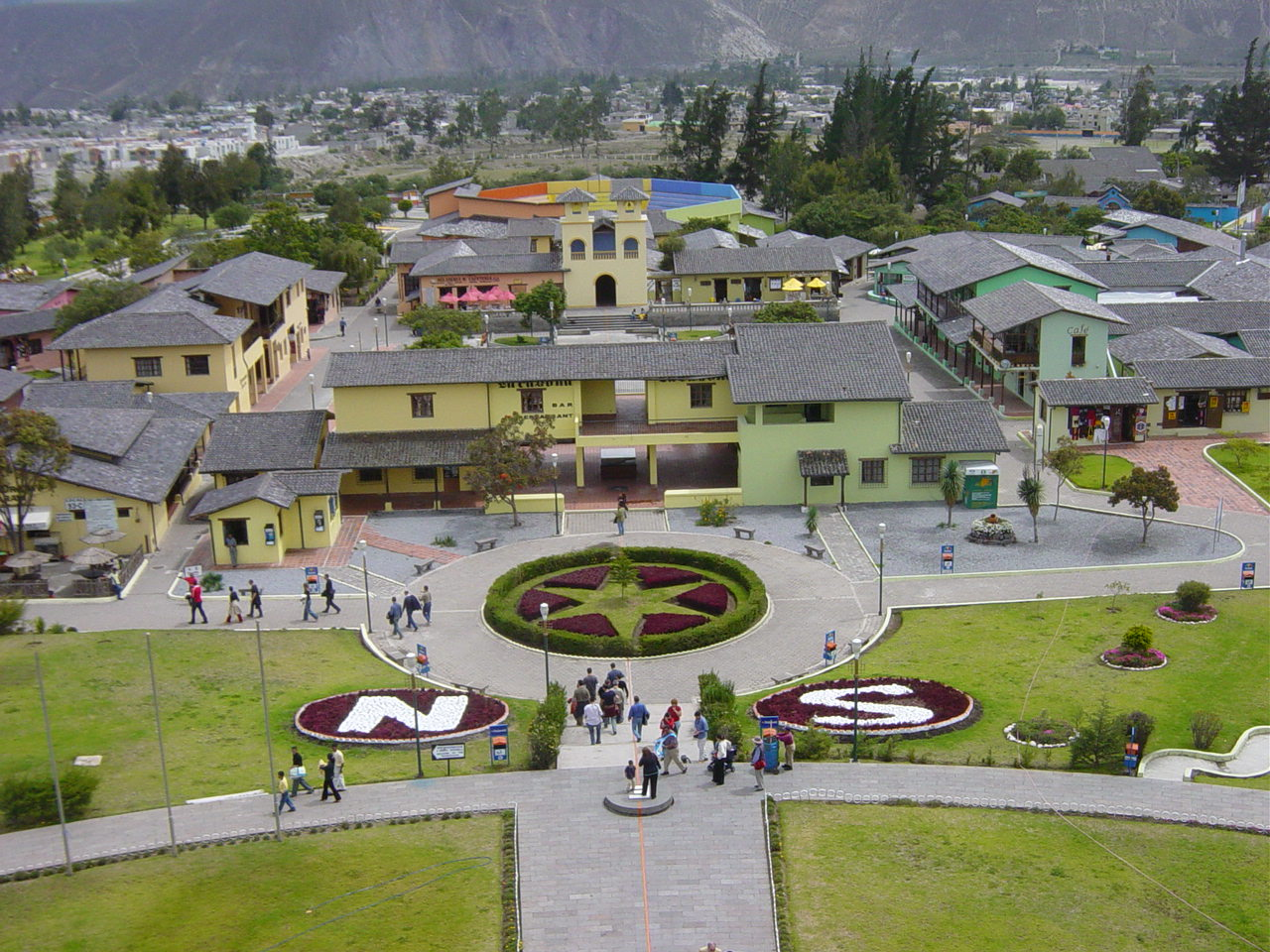
Építmények a területen
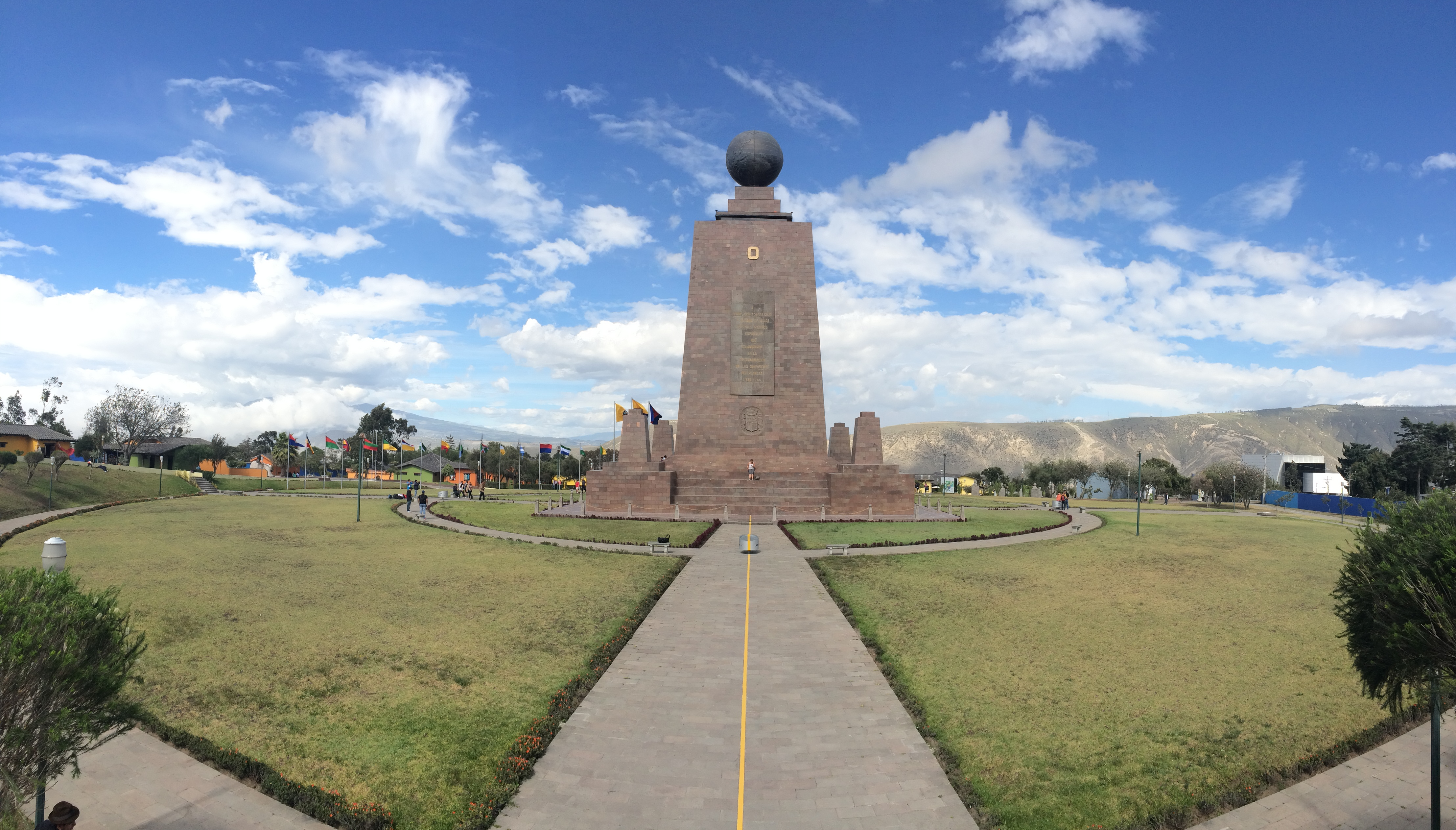
Az Egyenlítő-emlékmű és a körülötte levő tér
Antonio de Ulloa szobra
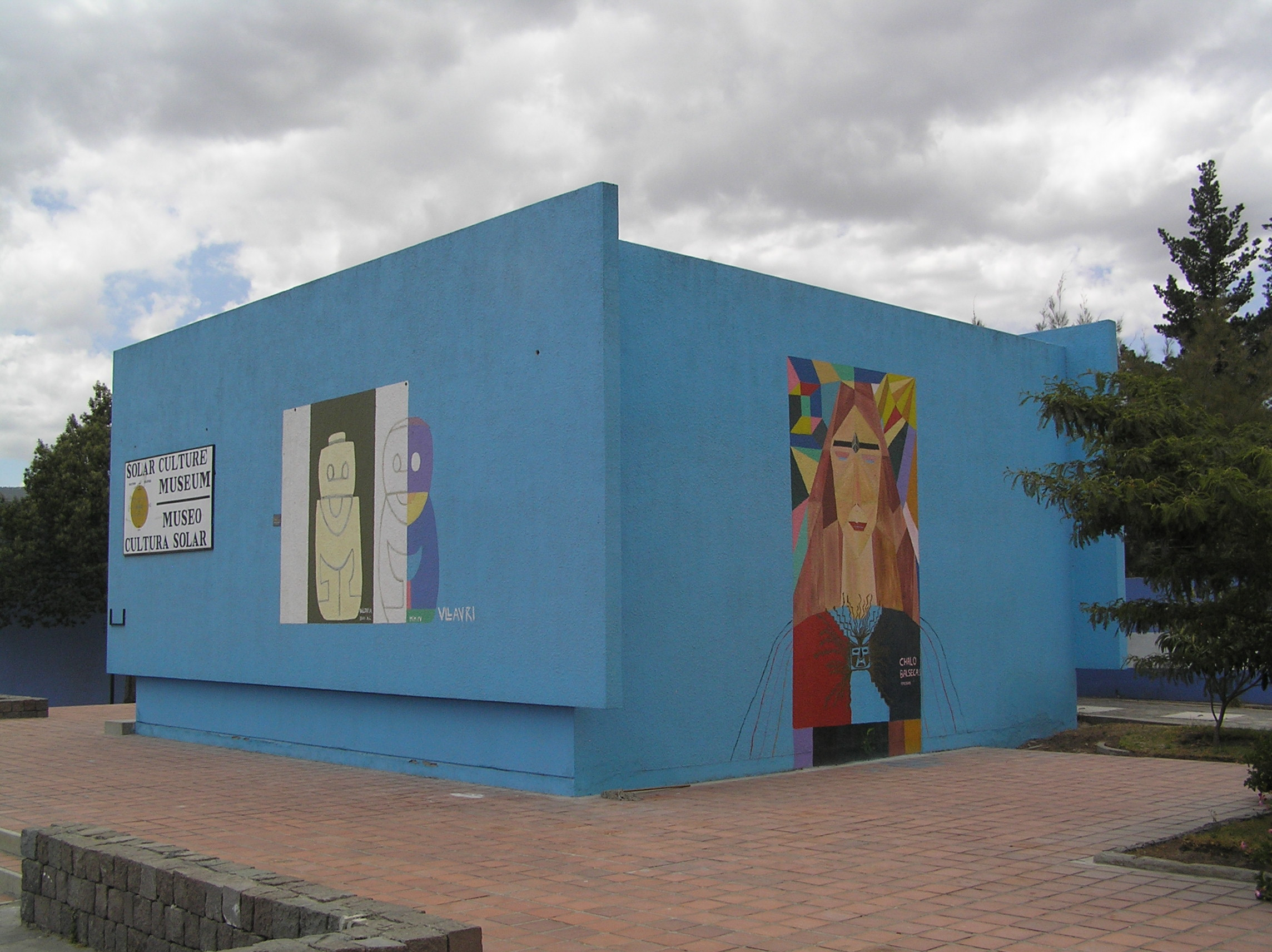
A Napkultúra Múzeuma